# Chrysolina jiangi
Chrysolina jiangi – gatunek chrząszcza z rodziny stonkowatych i podrodziny Cryptocephalinae.
Gatunek ten opisany został w 2006 roku przez Igora K. Łopatina. Epitet gatunkowy nadano na cześć Jianga Shengqiao.
Chrząszcz o szerokim, odwrotnie jajowatym ciele długości od 5,5 do 6,5 mm, ubarwiony czarno ze spiżowym połyskiem i rudymi spodami dwóch pierwszych członów czułków. Wierzch ciała słabo punktowany; punktowanie ciemienia mniejsze niż na pokrywach, a tam mniejsze niż na przedpleczu. Punktowanie pokryw u samicy głębsze i mniej regularne niż u samca. Wypukła, boczna krawędź przedplecza jest kompletna i oddzielona od dysku głębokim, punktowanym rowkiem. Przednie kąty przedplecza wystające i zaokrąglone, tylne wielokątne. Na wyrostku przedpiersia podłużny rowek i żeberkowate brzegi boczne między biodrami.
Owad znany tylko z Syczuanu w Chinach.